# Lahti
Lahti (phát âm tiếng Phần Lan: [ˈlɑhti]; tiếng Thụy Điển: Lahtis) là thành phố thủ phủ của vùng Päijät-Häme, Phần Lan. Thành phố Lahti tọa lạc trong nội vi vùng hồ Phần Lan (tiếng Phần Lan: Järvi-Suomi). Dân số thành phố Lahti vào năm 2024 xấp xỉ 121.000 người, trong khi phó vùng Lahti có dân số xấp xỉ 205.000 người. Thành phố Lahti xếp thứ 9 trên tất cả các khu tự quản Phần Lan và xếp thứ 6 trên các vùng đô thị về mặt dân số.

#### Thông tin tổng hợp
- Etelä-Suomen Sanomat – nhật báo địa phương (bằng tiếng Phần Lan)